# Apanteles repletus
Apanteles repletus är en stekelart som först beskrevs av Papp 1990.  Apanteles repletus ingår i släktet Apanteles och familjen bracksteklar. Inga underarter finns listade i Catalogue of Life.